# Leskia pruinosa
Leskia pruinosa là một loài ruồi trong họ Tachinidae.